# Pam Dawber
Pam Dawber (18 de outubro de 1951 em Detroit, Michigan) é uma atriz americana, mais conhecida pelo seu papel como Mindy McConnell no seriado Mork e Mindy.
Pam Dawber estudou na escola de Farmington e  Instituto de Ensino Superior no norte de Oakland e começou sua carreira como modelo e depois seguiu carreira como atriz.
É casada com o ator Mark Harmon, com quem tem dois filhos: Sean Thomas Harmon (26 de abril de 1988) e Christian Harmon (25 de junho de 1992).

## Filmografia
- Don't Look Behind You (1999) - Liz Corrigan
- I'll Remember April (1999) - Barbara Cooper
- A Stranger to Love (1995) - Andie
- Trail of Tears (1999) - Cheryl Harris
- A Child's Cry for Help (1994) - Monica Shaw
- Web of Deception (1994) - Ellen Benesch
- The Man with Three Wives (1993) - Robyn
- Fique Ligado em Paranoias Parabólicas (1992) - Helen Knable
- The Face of Fear (1990) - Connie Weaver
- Do You Know the Muffin Man? (1989) - Kendra Dollison
- Quiet Victory: The Charlie Wedemeyer Story (1988) - Lucy Wedemeyer
- American Geisha (1986) - Gillian Burke
- Wild Horses (1985) - Daryl Reese
- This Wife for Hire (1985) - Marsha Harper
- Faerie Tale Theatre: The Little Mermaid
- Last of the Great Survivors (1984) - Laura Matthews
- Through Naked Eyes (1983) - Anne Walsh
- Remembrance of Love (1982) - Marcy Rabin
- The Girl, the Gold Watch & Everything (1980) - Bonny Lee Beaumont
- A Wedding (1978) - Tracy Farrell

## Séries de Televisão
- NCIS (2021-2022) - Marcie Warren
- The Odd Couple (2016) - Arnette
- The Crazy Ones (2014) - Lírio
- Life... and Stuff (1997) - Ronnie Boswell
- My Sister Sam (1986-88) - Samantha 'Sam' Russell
- Mork & Mindy (1978-82) - Mindy McConnell